# Primární kultura
Primární kultura je termín používaný v biologii a medicíně pro kulturu iniciovanou z odebraných buněk. Může se jednat o buňky odebrané z živé rostliny. Jejich namnožení v in vitro podmínkách, například pomocí rostlinných regulátorů, vzniká primární kultura. Podobným termínem je i primární explantát, tedy část rostliny odebraná z rostliny pěstované in vitro.